# Sejm zwyczajny 1718 (zalimitowany)
Sejm 1718 – sejm zwyczajny I Rzeczypospolitej zwołany 3 października 1718 roku do Grodna. 
Sejmiki przedsejmowe w województwach odbyły się 22 sierpnia, a główne prowincjonalne 12 września, powtórny dobrzyński 15 września, powtórny kujawski 30 września 1718 roku. 
Marszałkiem sejmu obrano Krzysztofa Zawiszę starostę mińskiego.
Obrady trwały od 3 października do 15 listopada 1718 roku, sejm zalimitowany. 